# Mitch Bouyer
Michel "Mitch" Bouyer, talvolta trascritto anche Bowyer, Bouyer, Boyer, Buazer, o, in creolo, Boye (1837 – Little Bighorn, 25 giugno 1876), è stato un militare statunitense, ricognitore e interprete per il 7th Cavalry Regiment del tenente colonnello George Armstrong Custer durante la battaglia del Little Bighorn.

## Biografia
Nato nel 1837 con il nome di Michel, era figlio di una nativa americana appartenente ai Santee Sioux e di Jean Baptiste Bouyer, un franco-canadese che faceva parte dell’American Fur Company e commerciava con i nativi americani Sioux nell’area del Wyoming. Questi venne ucciso dai nativi nel 1863.
Mitch Bouyer, il cui nome indiano era Kar-Pash, aveva tre sorelle, Marie, Anne e Therese, nonché due fratellastri, John  ed Antoine (morto forse nel 1852).
Divenne interprete dell’esercito statunitense a Forte Phil Kearny (Wyoming) nel 1868 e nel 1869 sposò Magpie Outside (Gazza Fuori), una donna Crow che cambiò poi il suo nome in Mary. Nel 1870 nacque una figlia, chiamata anche lei Mary e qualche tempo dopo nacque un maschio cui venne dato il nome di Tom, nome che, tuttavia, mutò successivamente in quello di James La Forge quando la madre Mary, ormai vedova, si risposò con uno dei migliori amici del defunto marito, Thomas Laforge, che adottò i figli di Bouyer.

## Guida militare al Little Big Horn
Mitch Bouyer divenne dapprima guida del 2º reggimento di cavalleria degli Stati Uniti quando tale reparto fu impiegato per la sorveglianza dei lavori di realizzazione della Northern Pacific Railroad; dal 1872 fu inoltre impiegato come interprete presso la Crow Agency e nell’esercito.
Nel 1876 il tenente colonnello George Armstrong Custer, che faceva parte della spedizione del generale Alfred Terry contro i nativi ostili, richiese che Bouyer fosse trasferito al 7º cavalleria sia per l’ottima conoscenza del territorio, sia quale interprete con le guide Crow che erano state assegnate, in numero di sei, dallo stesso generale Terry al reparto di Custer che già disponeva di guide Sioux Arikara.
Al posto di osservazione noto come Crow’s nest (Nido del Corvo), che sovrastava la piana del Little Big Horn dove si sarebbe poi svolta la battaglia che reca tale nome, Bouyer fu tra coloro che cercarono di mettere in guardia Custer vista l’ampiezza del villaggio indiano che vi si stendeva. 
Quando il reparto di Custer venne suddiviso in tre colonne, Bouyer restò con quella capeggiata dallo stesso Custer che venne interamente sterminata nel corso della battaglia.
Nel 1984 un incendio devastò la prateria nel luogo del campo di battaglia il che rese ancor più difficili gli scavi e le ricerche archeologiche; tuttavia i resti di uno dei teschi rinvenuti venne positivamente comparato con l’unica fotografia nota di Mitch Bouyer.